# Egbert I van Kent
Egbert (ca. 650 - 4 juli 673), ook Ecgberht, was koning van Kent vanaf 664. Hij was de zoon van Earconbert en Sexburga.
Egbert werd koning na het overlijden van zijn vader. Omdat hij minderjarig was, was zijn moeder regentes. Van hem is alleen bekend dat hij twee van zijn neven zou hebben laten doodmartelen (zoons van zijn oom Earmonred) en dat hij de kerk actief steunde. In 667 kiest hij samen met de koning van Northumberland, Wighard als bisschop van Canterbury maar die sterft direct na zijn wijding in Rome aan de pest. Ook helpt hij zendelingen en bisschoppen bij de bekering van de Angelsaksen en bij hun reizen naar Gallië en Rome. Ook sticht hij het klooster van Chertsey.
Na zijn dood werd hij opgevolgd door zijn broer Hlothere. Later zal ook zijn zoon Withred koning van Kent worden.